# Villers-sous-Prény
Villers-sous-Prény település Franciaországban, Meurthe-et-Moselle megyében. Lakosainak száma 330 fő (2022. január 1.). Villers-sous-Prény Prény, Norroy-lès-Pont-à-Mousson, Vandières és Vilcey-sur-Trey községekkel határos.

## Népesség
A település népessége az elmúlt években az alábbi módon változott:
| Lakosok száma | 284  | 344  | 352  | 345  | 348  | 351  | 346  | 339  | 333  | 330  |
|               | 1968 | 1982 | 1990 | 2006 | 2013 | 2015 | 2017 | 2019 | 2020 | 2022 |